# 磯部欣三
磯部 欣三（いそべ きんぞう、1926年2月6日 - 2006年1月4日）は、日本の郷土史家。本名は本間 寅雄。

## 略歴
新潟県佐渡郡相川町（現・佐渡市）生まれ。中根速記学校卒。日本放送協会嘱託を経て、1952年毎日新聞に入り、佐渡通信部長。同社の地方記者に与えられる第一回やまなみ賞受賞。佐渡博物館歴史部長をへて、館長、理事。良寛や世阿弥らと佐渡との関連を研究。1981年、良寛の母親がそれまでの定説だった人物とは別人であるとの説を発表した。トキの保護についても全鳥捕獲に反対するなど積極的に発言した。

## 著書
- 『佐渡金山の底辺』文芸懇話会 1961
- 『無宿人 佐渡金山秘史』人物往来社 1964
- 『近世佐渡の流人』文芸懇話会 1969
- 『佐渡歴史散歩 金山と流人の光と影』創元社 1972
- 『佐渡 伝承と風土』創元社 1977
- 『良寛の母おのぶ』恒文社 1986
- 『佐渡金山』中公文庫　1992
- 『世阿弥配流』恒文社 1992
- 『幕末明治の佐渡日記』恒文社 2000

### 共著
- 『佐渡流人史』田中圭一共著 雄山閣 1975
- 『目で見る佐渡の100年 両津市・佐渡郡』山本修之助監修 共著、郷土出版社 1993
- 『大正・昭和佐渡写真帖 近藤福雄生誕100年記念』近藤福雄撮影 近藤寿雄共総合編集 郷土出版社 2000
- 『定本・佐渡流人史』山本仁,本間寅雄責任編集 郷土出版社 1996
- 『図説佐渡島歴史散歩』佐渡博物館監修 児玉信雄,田中圭一,本間寅雄編 河出書房新社 1998

記念文集
- 『回想磯部欣三』『回想磯部欣三』刊行委員会 2007